# Колыванское
Колыванское — село в Павловском районе Алтайского края. Административный центр Колыванского сельсовета.

## География
Располагается у Барнаульского ленточного бора. Есть пруд Сибирь

## История
Село основано в 1782 году.
В черту села вошёл посёлок Большевик, основанный в 1920-е годы как сельскохозяйственная коммуна «Большевик» и упразднённая Решением Алтайского краевого исполнительного комитета от 11.08.1986 года № 282.

## Население
| 1926  | 1997  | 1998  | 1999  | 2000  | 2001  |
| ----- | ----- | ----- | ----- | ----- | ----- |
| 2924  | ↘1444 | ↗1471 | ↘279  | ↗1725 | ↘1602 |
| 2002  | 2003  | 2004  | 2005  | 2006  | 2007  |
| ↗1629 | ↗1639 | ↘1618 | ↘1585 | →1585 | ↘1568 |
| 2008  | 2009  | 2010  | 2011  | 2012  | 2013  |
| ↘1556 | ↗1602 | ↘1399 | ↗1431 | ↘1430 | ↗1449 |
| 2019  |       |       |       |       |       |
| ↘1338 |       |       |       |       |       |

## Инфраструктура
В селе действуют несколько предприятий малого бизнеса.
На территории села действуют несколько учреждений образования: МБОУ «Колыванская СОШ», детский сад, сельский дом культуры.